# Anne de Galzain
Anne de Galzain est une documentariste française.

## Biographie
Anne de Galzain entre au Conservatoire national des arts et techniques du cirque et du mime. Vingt ans plus tard, elle apprend le métier d’assistante réalisatrice au Conservatoire libre du cinéma français.  Elle se forme ensuite au montage. Elle parfait sa formation de monteuse à l’école des Gobelins, afin de réaliser ses propres films.
En 1979, elle réalise Jo Ta Ke. Pour ce documentaire, elle suit la lutte des personnes du mouvement indépendantiste basque.
En 2013, elle s'installe à Charly-sur-Marne. Elle apprend qu'elle s'est installée dans le périmètre du permis exclusif de recherche d’hydrocarbure de Château-Thierry. Il s'agit d'un site pilote pour l'extraction de pétrole de schiste. Pourtant la loi du 13 juillet 2011 (dite loi Jacob) interdit la fracturation hydraulique en France. Anne de Galzain décide de suivre la lutte qu'entreprend le collectif  contre la fracturation hydraulique. Le film C'est pas fini, terminé en 2018 raconte le bras de fer entre le collectif, les autorités et le pétrolier Hess Oil.
En 2019, Olivier Long propose une série de peintures et d’affiches, pour l’exposition Enfermement qui se déroule au musée d'Art et d'Histoire Paul Éluard situé à Saint-Denis. Anne de Galzain réalise un film autour de cet évènement.
Dans Le rêve basque de 2022, elle fait le portrait de Telesforo Monzón, qui des années 1920 jusqu’à sa mort en 1981, consacre toute sa vie au mouvement indépendantiste basque.

## Documentaires
- Jo Ta Ke, 59 min, 2000
- Le devoir de s’évader, 26 min, 2012
- Action anti-pub-Int.Métro, 4 min, 2012
- Le cerf court toujours, 10 min, 2013
- Tibidabo (je te donnerai), 50 min, 2013
- C’est pas fini, 52 min, 2018
- Le rêve basque, 80 min, 2022